# Adalardo di Verona
Adalardo (fl. IX secolo) è stato vescovo di Verona nell'876.

## Biografia
Scomunicato nell'877 per gli abusi commessi contro l'abbazia di Nonantola da papa Giovanni VIII, si riconciliò con quest'ultimo nello stesso anno. Prese parte al concilio di Ravenna divenendo poi il prediletto dell'imperatore Carlo il Grosso. Dall'888 all'894 fu arcicancelliere di Berengario I. Nell'898 partecipò al concilio romano indetto da papa Giovanni IX per condannare papa Formoso.
Nel 905 rovinò il rapporto con Berengario I per aver esortato Ludovico III, suo avversario, ad occupare Verona. Il suo richiamo non ebbe alcun effetto,  perché l'imperatore, sollecitato dai cittadini veronesi, accorse in città, catturò ed accecò il rivale. Dopo tale data non risultano più documenti su Adalardo, fino al 911 quando sulla cattedra veronese è presente il suo successore Nokterio.